# Nuoto ai Giochi della IV Olimpiade - 200 metri rana
La gara dei 200 metri rana dei Giochi della IV Olimpiade si è svolta dal 15 al 18 luglio 1908 allo Stadio di White City di Londra.

## Risultati

### Batterie
Si disputarono 7 serie. I vincitori più il miglior tempo furono ammessi alle semifinali.
| Pos. | Atleta         | Nazione     | Tempo  |
| ---- | -------------- | ----------- | ------ |
| 1    | Fred Holman    | Regno Unito | 3'10"6 |
| 2    | Richard Rösler | Germania    | 2'18"0 |
| 3    | Max Gumpel     | Svezia      | ND     |

| Pos. | Atleta           | Nazione     | Tempo  |
| ---- | ---------------- | ----------- | ------ |
| 1    | Wilhelm Persson  | Svezia      | 3'17"6 |
| 2    | András Baronyi   | Ungheria    | 3'18"0 |
| 3    | Gus Goessling    | Stati Uniti | ND     |
| -    | Herman Cederberg | Finlandia   | ND     |
| -    | Frank Naylor     | Regno Unito | ND     |

| Pos. | Atleta            | Nazione     | Tempo  |
| ---- | ----------------- | ----------- | ------ |
| 1    | Erich Seidel      | Germania    | 3'17"2 |
| 2    | Hjalmar Johansson | Svezia      | 3'21"2 |
| 3    | Arthur Davies     | Regno Unito | ND     |
| 4    | Pierre Strauwen   | Belgio      | ND     |

| Pos. | Atleta           | Nazione     | Tempo  |
| ---- | ---------------- | ----------- | ------ |
| 1    | Ödön Toldi       | Ungheria    | 3'14"4 |
| 2    | Pontus Hanson    | Svezia      | 3'15"0 |
| 3    | Sydney Gooday    | Regno Unito | ND     |
| 4    | Amilcare Beretta | Italia      | ND     |

| Pos. | Atleta           | Nazione     | Tempo  |
| ---- | ---------------- | ----------- | ------ |
| 1    | William Robinson | Regno Unito | 3'13"0 |
| 2    | Per Fjästad      | Svezia      | 3'31"4 |
| 3    | John Henriksson  | Finlandia   | ND     |
| -    | Edward Cooke     | Australasia | DNF    |

| Pos. | Atleta           | Nazione   | Tempo  |
| ---- | ---------------- | --------- | ------ |
| 1    | József Fabinyi   | Ungheria  | 3'23"4 |
| 2    | Torsten Kumfeldt | Svezia    | 3'24"6 |
| 3    | Harald Klem      | Danimarca | ND     |
| -    | Hugo Jonsson     | Finlandia | DNF    |

| Pos. | Atleta           | Nazione     | Tempo  |
| ---- | ---------------- | ----------- | ------ |
| 1    | Félicien Courbet | Belgio      | 3'16"4 |
| 2    | Percy Courtman   | Regno Unito | 3'18"4 |
| 3    | Adolf Andersson  | Svezia      | ND     |

### Semifinali
I primi due classificati furono ammessi alla finale.
| Pos. | Atleta         | Nazione     | Tempo  |
| ---- | -------------- | ----------- | ------ |
| 1    | Fred Holman    | Regno Unito | 3'10"0 |
| 2    | Ödön Toldi     | Ungheria    | 3'16"4 |
| 3    | Erich Seidel   | Germania    | ND     |
| 4    | József Fabinyi | Ungheria    | DNF    |

| Pos. | Atleta           | Nazione     | Tempo  |
| ---- | ---------------- | ----------- | ------ |
| 1    | William Robinson | Regno Unito | 3'11"8 |
| 2    | Pontus Hanson    | Svezia      | 3'13"0 |
| 3    | Wilhelm Persson  | Svezia      | ND     |
| 4    | Félicien Courbet | Belgio      | ND     |

### Finale
| Pos.    | Atleta           | Nazione     | Tempo  |
| ------- | ---------------- | ----------- | ------ |
| Oro     | Fred Holman      | Regno Unito | 3'09"2 |
| Argento | William Robinson | Regno Unito | 3'12"8 |
| Bronzo  | Pontus Hanson    | Svezia      | 3'14"6 |
| 4       | Ödön Toldi       | Ungheria    | 3'15"2 |